# Why Oh Why
„Why Oh Why” – singel zespołu ATC, który został wydany w 2001 roku. Został umieszczony na albumie Planet Pop.

## Lista utworów
- CD singel (2001)[1]

1. „Why Oh Why” (Single Version) – 3:30
2. „Why Oh Why” (Extended Version) – 4:35

## Notowania na listach sprzedaży
| Kraj              | Lista (2001)       | Najwyższa pozycja |
| ----------------- | ------------------ | ----------------- |
| Austria           | Singles Top 75     | 16                |
| Niemcy            | Top 100 Singles    | 16                |
| Dania             | Tracklisten Top 40 | 20                |
| Belgia (Flandria) | Ultratop 50        | 39                |
| Szwajcaria        | Singles Top 100    | 64                |